# Die Paarungen der Tiere
Die Paarungen der Tiere (Birds Do It, Bees Do It) ist ein US-amerikanischer Dokumentarfilm aus dem Jahr 1974. Produziert wurde er von Nicolas Noxon, ein regelmäßiger Mitarbeiter bei den frühen Fernsehspecials der National Geographic Society, und Irwin Rosten in Zusammenarbeit mit Wolper Productions. Als Erzähler fungierte der Schauspieler Lee Bergere. Die Weltpremiere war am 14. Mai 1974 bei den Internationalen Filmfestspielen von Cannes, wo der Film außer Konkurrenz lief. Der Kinostart in den Vereinigten Staaten war am 7. Juni 1974 und in der Bundesrepublik Deutschland am 27. Juni 1975. Im Abspann singt Bobby Short das Cole-Porter-Lied Let’s Do It (Let’s Fall in Love), in dem die titelgebende Zeile Birds Do It, Bees Do It vorkommt.

## Handlung
Diese Dokumentation behandelt die Sexualität im Tierreich und wirft die Frage auf, ob der Mensch die Tierzucht kontrollieren kann oder soll. Gezeigt wird u. a. das Kopulations-, Balz- und Fortpflanzungsverhalten von Elefanten, Schimpansen, Forellen, Pavianen, Panzernashörnern, Uganda-Grasantilopen, Löwen, Fregattvögeln, Webervögeln, Echten Eidechsen, Schnecken, Fröschen, Stellersche Seelöwen, Hausmäusen, Galapagos-Riesenschildkröten, Gottesanbeterinnen, Röhrenblattläusen, Libellen, Heuschrecken, Wasserflöhen, Spinnen aber auch Balztänze von Beifußhühnern, Pfauen und Renntauchern, die Jungenaufzucht bei Flamingos und Pelikanen, die Geburt eines Bisonkalbs, der Weg eines Känguru-Fötus in den Beutel der Mutter, der Kadaver einer toten Maus, der von Fliegenlarven zersetzt wird, das Öffnen von Blüten in Makrofotografie und die Bestäubung durch Bienen, der Kampf zwischen einer Vogelspinne und der Wegwespenart Pepsis grossa, die die Vogelspinne als Wirt für den eigenen Nachwuchs nutzt, Zuchtbullen auf der Besamungsstation, Zuchtkühe, denen die befruchteten Eizellen aus der Gebärmutter entnommen werden, um sie anderen Kühen einzupflanzen, Legehennen in der Legebatterie sowie die Aufzucht von Hühnerküken im Brutkasten, Impfen von Küken und das Abtrennen von Flügeln. Am Ende des Films geht es um künstliche Befruchtung, bei der das Heranwachsen eines Mäusefötus während einer In-vitro-Fertilisation gezeigt wird.

## Kameraarbeit
Neben den Hauptkameramännern Albert Kihn und David F. Oyster waren u. a. Heinz Sielmann, Helmuth Barth, Hugo van Lawick, Anton van Munster, Norman Bean, Erik Daarstad, M. Philip Kahl und Ken Middleham an bestimmten Filmsequenzen beteiligt. Für die Spezialfotografie war George D. Dodge verantwortlich.

## Alterseinstufung in den USA und in Deutschland
Die Motion Picture Association of America (MPAA) bewertete den Film zunächst mit „R“ (Restricted, niemand unter 17 Jahren zugelassen), wogegen Wolper Productions Berufung einlegte und stattdessen ein „PG“ (Parental Guidance) beantragte. Der amtierende Vorsitzende des MPAA-Ratings, Albert E. Van Schmus, lehnte es ab, das „R“-Rating zurückzunehmen, es sei denn, die Produzenten nahmen acht Kürzungen vor. Wolpers Berufung wurde am 8. August 1974 verweigert. Die geforderten Streichungen beinhalteten Aufnahmen der Penisdarstellung nach der Paarung in der Pavian-Sequenz, Aufnahmen des erigierten Penis und der Penetration in der Nashorn-Sequenz, zwei Aufnahmen eines männlichen Schimpansen mit einem erigierten Penis, eine Sequenz eines Deckbullen, der einen künstlichen Kuhrücken besteigt, um Sperma für die künstliche Besamung zu gewinnen, zwei zusätzliche Aufnahmen des Bullen mit einem erigierten Penis und eine Nahaufnahme eines erigierten Elefanten-Penis und der Penetration. Nachdem jedoch Richard D. Heffner zum Nachfolger des ehemaligen MPAA-Vorsitzenden Aaron Stern ernannt und Van Schmus dessen Stellvertreter wurde, hob Heffner die Entscheidung des Berufungsausschusses auf und gab Wolper ein „PG“ unter der Bedingung, dass das Unternehmen nur eine 10 bis 15 Sekunden dauernde Kürzung in der Elefantensequenz vornimmt. Wolper warb später mit dem Slogan „So real it will never be shown on TV. Watch it with your children“. In der Bundesrepublik Deutschland entschied sich die Freiwillige Selbstkontrolle der Filmwirtschaft für eine Freigabe ab 6 Jahre. Von der Deutschen Filmbewertungsstelle erhielt der Film das Prädikat „wertvoll“.

## Preis-Nominierungen
Die Paarungen der Tiere erhielt 1975 bei der 32. Golden-Globe-Verleihung eine Nominierung in der Kategorie Beste Dokumentation, konnte sich aber gegen die südafrikanische Produktion Die lustige Welt der Tiere nicht durchsetzen. Bei den 48th Annual Academy Awards im Jahr 1976 erhielt Gerald Frieds Filmmusik eine Oscarnominierung in der Kategorie Best Original Score, verlor jedoch gegen die Musik von John Williams aus dem Film Der weiße Hai.

## Kritik
Das Lexikon des internationalen Films schrieb: 

„Der in seinem Bildteil überwiegend informative Dokumentarfilm erhält auch durch seinen sachlichen Kommentar einen seriösen Charakter.“